# Layali Essoud

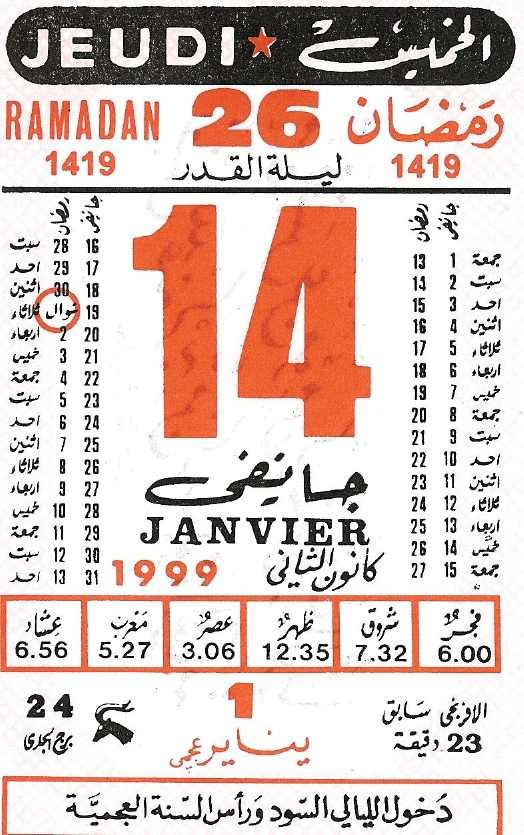
Feuille d'un calendrier montrant le début de Layali Essoud.

Layali Essoud (arabe : الليالي السود), « nuits noires » en français, est la période de l'année s'étendant, selon le calendrier berbère utilisé traditionnellement pour les récoltes, du 14 janvier au 2 février. Elle est connue par une chute de la température pendant le jour et des nuits chaudes.

## Étymologie
Elle tire son nom de l'accumulation de nuages que l'on voit pendant cette période. 